# Ват Банг Пхра
Ват Банг Пхра (тайск. วัดบางพระ) — буддийский монастырь, известный с конца XVIII века, расположенный в районе Накхон-Чайси провинции Накхонпатхом, Таиланд, примерно в 50 км к западу от Бангкока.
«Ват Банг Пхра» дословно можно перевести как «монастырь нескольких монахов», а расположение связано с легендой о священной статуе Будды из Аютии, которая была спасена из затонувшего в реке Након-Чайси судна.

## История
Первые упоминания Ват Банг Пхра датируются концом XVIII века, незадолго до второго падения Аютии. От первоначального монастыря из значимых построек до нашего времени сохранился только небольшой храм посвящения. Внутри храма находятся две статуи сидящего Будды, которые, по преданию, были вывезены по реке из Аютии перед разграблением города бирманцами. Судно перевернулось, но статуи впоследствии были подняты из воды, и перенесены в находившийся по близости монастырь, который стал известен как Ват Банг Пхра. Фрески внутри зала посвящения относятся к эпохе правления королей Рамы III и Рамы IV. Бывший настоятель монастыря, Пхра Удом Прачанарт, более известный как Луанг Пхор Перн, славился искусством медитации, сильными заклинаниями и знанием свода буддийских канонов (Трипитака), но наибольшую известность получил как мастер защитных янт (священных тайских татуировок).
Луанг Пхор Перн был посвящён в монахи Ват Банг Пхра в 25-летнем возрасте. Он учился у настоятеля по имени Луанг Пу Хим Интхасото, специалиста по татуировкам. Хотя Луанг Пхор Перн никогда не делал себе татуировок, он перенл это искусство у Луанг Пу и продолжил традицию после смерти учителя.
В 1953 году, почувствововах необходимость большего уединения, Луанг Пхор Перн ушёл в леса отдалённых районов провинции Канчанабури на границе Мьянмы и Таиланда. Сельских жителей этой местности одолевали дикие тигры, уже покалечившие или убившие нескольких человек. Узнав о несчастье. монах предложил использовать заклинание и защитные татуировки. Те, кто получил от защиту, больше никогда не были атакованы тигром или другим диким животным, что подняло авторитет монаха среди местных жителей.
По возвращении в Ват Банг Пхра много лет спустя, Луанг Пхор Перн стал настоятелем храма. Он использовал пожертвования для строительства мостов через близлежащие реки, чтобы помочь селянам доставить урожай на рынок в Након-Чайси или другие города. Также при поддержке настоятеля была возведена местная больница, в настоящее время носящее его имя. Рассказы о мудрости и милосердии Луанг Пхор Перна привели тысячи тайцев в монастырь за благословением, некоторые стали его учениками. Многих последователей настоятель и монахи Ват Банг Пхра обучили искусству татуировки . К тому времени, как Луанг Пхор Перн умер в 2002 году в возрасте 79 лет, он стал одним из самых известных и любимых буддийских монахов из Таиланда. Из-за легенды об избавлении от диких животных изображения Луанг Пхор Перна часто представляют его медитирующим на спине тигра.

## Татуировки

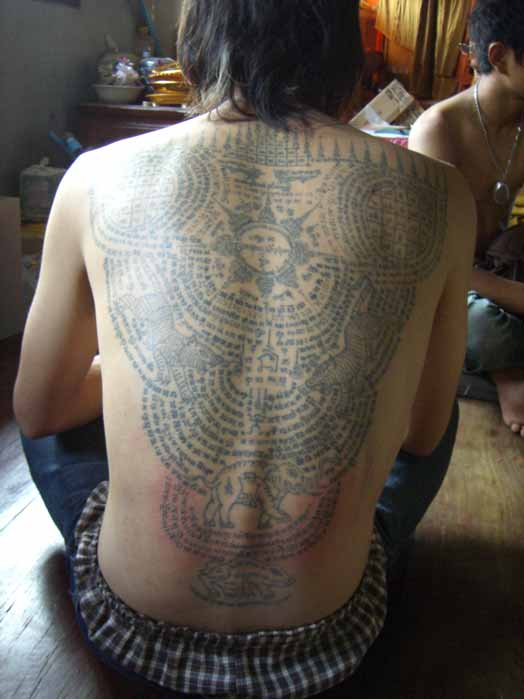
Янт на спине послушника из Ват Банг Пхра

Храм известен ежедневным ритуалом нанесения янт (татуировок), выполняемым монахами монастыря, а также ежегодным фестивалем Вай Кхру (что можно перевести как «уважение к учителю»), проводимым в марте. Сила амулета или татуировки со временем уменьшается, поэтому для восстановления их силы мастера янт собираются каждый год и повторно благословляют татуировки, восстанавливая их силу.